# Комичен елемент
Комичният елемент е включването на хумористичен персонаж, сцена или остроумен диалог в иначе сериозна творба за намаляване на напрежението.

## Употреба
Понякога персонажите, служещи като комични елементи, се появяват в комична литература. Това става най-често, когато творбата навлиза в драматичен момент, а въпреки това прерсонажът продължава да бъде комичен. Гръцката трагедия не позволява присъствието на комични елементи.